# Teng Haibin
Teng Haibin (chin.: 滕海滨, Téng Hǎibīn; * 2. Januar 1985 in Peking) ist ein chinesischer Kunstturner. 
2003 konnte er bei den Turn-Weltmeisterschaften in Rotterdam zwei Goldmedaillen am Seitpferd und im Mannschaftsmehrkampf gewinnen. Bei den Olympischen Sommerspielen 2004 in Athen gewann er den Wettkampf am Seitpferd. Er kostete aber seiner Mannschaft eine Medaille im Mannschaftsmehrkampf mit mehreren Stürzen auf allen Geräten. China klassierte sich schließlich auf dem 5. Platz.